# 해결사
해결사(解決士), 영어로 픽서(영어: fixer)는 다른 사람의 문제를 해결하도록 지정되거나 계약된 사람이다. 이 용어는 상황에 따라 의미가 다르다.
스포츠에서 픽서는 용어는 스포츠 경기의 결과를 조작하거나 미리 조정하기 위한 준비를 하는 사람이다.
조직범죄에서 청소부라는 용어도 사용되는데 이 용어는 시체나 증인을 포함하여 유죄 증거를 제거하는 사람이다.